# Werntho Schenk von Reicheneck
Werntho Schenk von Reicheneck (mort le 8 avril 1335) est elekt (de)-prince-évêque de Bamberg de 1329 à sa mort.

## Biographie
Selon Alfred Wendehorst, la maison vient du château de Reicheneck (de), dans la commune de Happurg. Son neveu Heinrich Schenk von Reicheneck sera évêque d'Eichstätt.
Werntho Schenk von Reicheneck est élu lors d'un vote du chapitre de Bamberg, le 16 avril 1328. Le pape Jean XXII le nomme évêque après la mort de son adversaire Jean de Nassau. Cependant il ne reçoit pas l'ordination épiscopale. Il accorde les privilèges de ville à Wolfsberg en Carinthie, ainsi qu'à Vilseck.

## Source, notes et références
- (de) Cet article est partiellement ou en totalité issu de l’article de Wikipédia en allemand intitulé « Werntho Schenk von Reicheneck » (voir la liste des auteurs).